# Вулиця Бредіхіна
Ву́лиця Бреді́хіна — зникла вулиця, що існувала в Дніпровському районі міста Києва, місцевість Микільська слобідка. Пролягала від Броварського проспекту до Джамбульської вулиці. 
Прилучалася вулиця Стефаника.

## Історія
Виникла у 1920-х — на початку 1930-х років під назвою вулиця Затонського, на честь українського радянського науковця, партійного і державного діяча, академіка Володимира Затонського. З 1940-х років мала назву (6-та) Кооперативна, від заснованого тут одного з перших у Києві кооперативних товариств. Назву вулиця Бредіхіна набула 1955 року, на честь російського астронома Федора Бредіхіна.
До кінця 1985 року на вулиці існував господарський магазин — остання торговельна точка на території південної частини Микільської слобідки. Магазин було знесено через початок будівництва споруди Держплану УРСР (дана споруда недобудована і досі).
Ліквідована на межі 1980–90-х років у зв'язку зі знесенням старої забудови Микільської слобідки. Вулицю позбавили забудови першою, вже в 1990 році жодної адреси на ній не залишилось.